# グンナー・ニルソン
グンナー・ニルソン（Gunnar Nilsson, 1948年11月29日 - 1978年10月20日）はスウェーデンのレーシングドライバー。スコーネ県ヘルシンボリ出身。

## 経歴

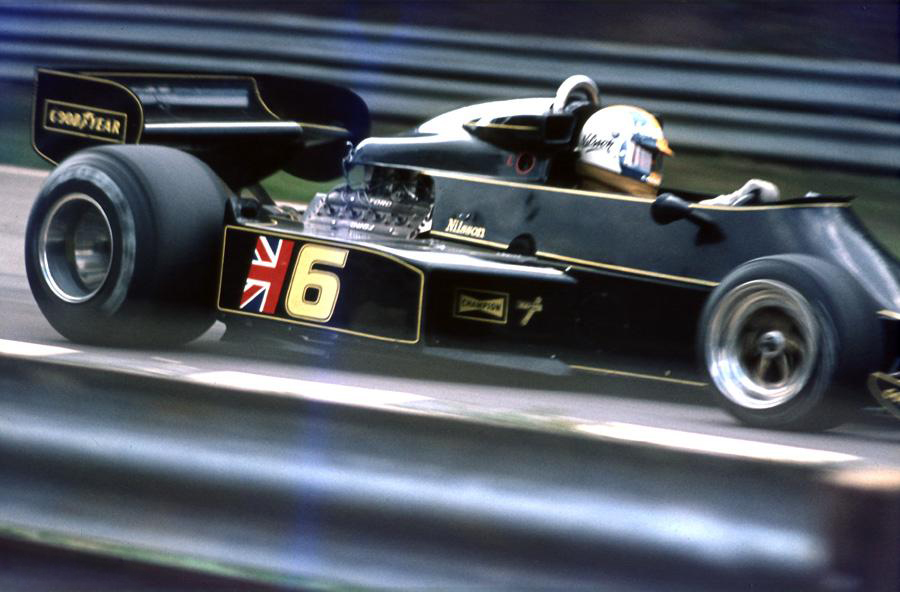
ロータス・77をドライブするニルソン

モータースポーツを始める以前はスウェーデン海軍に無線技師として所属していた。
1972年にドイツ国内のフォーミュラVeeに参戦し、レース活動を始める。1975年にはイギリスF3チャンピオンとなる。翌1976年はマーチ・エンジニアリングからF2に参戦を予定していたが、第2戦南アフリカGPより、マーチのF1チームに移籍した同郷のロニー・ピーターソンと入れ替わる形で、チーム・ロータスからマリオ・アンドレッティのNo2ドライバーとしてF1デビュー。丁度チームの低迷期だったが、第4戦スペインGPにて3位に入り、初入賞で表彰台に立つ。また第11戦オーストリアGPでも3位を獲得している。しかしマシントラブルが多く、15戦9回のリタイヤを喫した。
翌1977年もロータスから参戦する。この年、チームは元祖ウイングカーとして知られるロータス・78を開発し、全コンストラクター中最多となる5勝をマーク。このうち、ゾルダー・サーキットで行われた第7戦ベルギーGPでは、雨天の中ニルソンがニキ・ラウダに競り勝ち、初にして最後の優勝を挙げている。
翌1978年に向けてアロウズと契約を結ぶが、シーズン終了後の健康診断で、ニルソンは自分の体が精巣癌に蝕まれていることを知ることになった。
早期の復帰を目指したが、闘病生活に入ったニルソンはシートをリカルド・パトレーゼに譲り、参戦断念を余儀なくされた。その後、痛み止めを拒否し、自身の資金で癌撲滅基金を創設するなど、癌撲滅キャンペーンを展開。ドライバーとしての復帰も諦めず、病気の体をおして7月に開催されたイギリスGPにも現れていた。しかし以後病状は悪化、イタリアGPで事故死したピーターソンの葬儀に参列した際には、衰弱が著しかったため柩を担ぐのをあきらめている。シーズン終了直後の10月20日、ロンドンのチャーリング・クロス病院で死去。29歳没。

## 死後
死後、ニルソンを偲ぶチャリティーレースやイベントが複数行われ、その収益金がニルソンが設立した基金に寄付された。レースファンだったジョージ・ハリスンは、自身のシングル「ファースター」の売り上げを基金に寄付し、イベントにも参加。

## 補足
最後のレースとなった1977年日本GPでは、通常のJPSブラックカラーとは異なる、インペリアルの赤いロータスのマシンをドライブした。このカラーリングは、1戦のみの出走ながら人気があり、ミニカーなども多く販売されている。

## レース戦績

### ヨーロッパ・フォーミュラ2選手権
| 年     | チーム                     | シャシー | エンジン | 1   | 2   | 3   | 4   | 5   | 6   | 7   | 8   | 9   | 10  | 11  | 12  | 13  | 14    | 15  | 16  | Pos. | Pts |
| ------ | -------------------------- | -------- | -------- | --- | --- | --- | --- | --- | --- | --- | --- | --- | --- | --- | --- | --- | ----- | --- | --- | ---- | --- |
| 1973年 | チーム・ピエール・ロバート | GRD・273 | フォード | MAL | HOC | THR | NÜR | KIN | NIV | HOC | ROU | MNZ | MAN | KAR | PER | SLZ | NOR 4 | ALB | VLL | 12位 | 6   |

### イギリス・フォーミュラ3選手権
| 年     | チーム                   | シャシー    | エンジン     | 1     | 2       | 3       | 4     | 5     | 6       | 7     | 8       | 9       | 10    | 11      | 12    | 13    | 14    | 15      | 16    | 17    | 18    | 19    | 順位 | ポイント |
| ------ | ------------------------ | ----------- | ------------ | ----- | ------- | ------- | ----- | ----- | ------- | ----- | ------- | ------- | ----- | ------- | ----- | ----- | ----- | ------- | ----- | ----- | ----- | ----- | ---- | -------- |
| 1975年 | マーチ・エンジニアリング | マーチ・753 | トヨタ・2T-G | THR 1 | SIL DNA | MON DNQ | BRH 2 | THR 1 | AND Ret | SNE 1 | MNZ DNS | CAD Ret | SIL 1 | OUL DNS | KNO 3 | THR 4 | SIL 3 | SIL Ret | BRH 3 | SIL 1 | OUL 4 | THR 7 | 1    | 74       |

### フォーミュラ1
| 年     | 所属チーム | シャシー | 1       | 2       | 3       | 4     | 5       | 6       | 7       | 8       | 9       | 10    | 11      | 12      | 13      | 14      | 15      | 16      | 17      | WDC  | ポイント |
| ------ | ---------- | -------- | ------- | ------- | ------- | ----- | ------- | ------- | ------- | ------- | ------- | ----- | ------- | ------- | ------- | ------- | ------- | ------- | ------- | ---- | -------- |
| 1976年 | ロータス   | 77       | BRA     | RSA Ret | USW Ret | ESP 3 | BEL Ret | MON Ret | SWE Ret | FRA Ret | GBR Ret | GER 5 | AUT 3   | NED Ret | ITA 13  | CAN 12  | USA Ret | JPN 6   |         | 10位 | 11       |
| 1977年 | ロータス   | 78       | ARG DNS | BRA 5   | RSA 12  | USW 8 | ESP 5   | MON Ret | BEL 1   | SWE 19  | FRA 4   | GBR 3 | GER Ret | AUT Ret | NED Ret | ITA Ret | USA Ret | CAN Ret | JPN Ret | 8位  | 20       |

太字はポールポジション、斜字はファステストラップ。(key)